# Blue Moon (chanson)
Pour les articles homonymes, voir Blue Moon.

Blue Moon est une chanson composée en 1934 par Richard Rodgers et Lorenz Hart, et est devenue un standard de la ballade. En 1949, la chanson connaît un double succès grâce aux reprises de Billy Eckstine et de Mel Tormé. En 1961, la version des The Marcels (en) devient numéro un international du Billboard Hot 100 et du UK Singles Chart.

## Rodgers et Hart

### Histoire
En mai 1933, Richard Rodgers et Lorenz Hart sont contactés par Metro-Goldwyn-Mayer afin d'écrire une chanson pour le film Hollywood Party. L'idée de base de Rodgers est d'inclure une scène dans laquelle Jean Harlow joue une jeune fille innocente qui chante une prière dans laquelle elle demande à Dieu de l'aider à devenir une actrice. La chanson n'est finalement pas enregistrée et, le 10 juillet 1933, MGM enregistre la mélodie au copyright en tant qu'œuvre non-publiée sous le nom de Prayer (Oh Lord, Make Me a Movie Star).
Hart écrit de nouvelles paroles à la chanson afin de créer un titre pour le film de 1934 Blues in the Night. La musique, appelée It's Just That Kind of Play, est finalement coupée du film et est à nouveau enregistrée en tant qu'œuvre non-publiée le 30 mars 1934. Le studio MGM demande alors une nouvelle musique pour le film. Hart écrit de troisième paroles sous le titre The Bad in Every Man, chanté par Shirley Ross, mais la chanson se vend mal.
Après la sortie du film, Jack Robins, le directeur du studio de publication, décide que la chanson est adaptable à la commercialisation mais requiert des paroles plus romantiques et un meilleur titre. Hart est initialement réticent à l'idée d'écrire encore de nouvelles paroles, mais il finit par se laisser convaincre. C'est alors que Hart écrit Blue Moon.
Robbins licencie la musique comme thème de l'émission de radio Hollywood Hotel. Le 15 janvier 1935, Connee Boswell enregistre la chanson pour Brunswick Records. Cette version a été utilisée dans plus de sept films de la société MGM, parmi lesquels figurent Un jour au cirque et L'Amour en quatrième vitesse.

### Paroles
Les paroles font allusion à l'expression anglaise « Once in a blue moon », signifiant « très rarement. » Cette expression se réfère à une seconde lune pleine dans un même mois, phénomène qui ne se produit qu'une fois par an et appelé « Lune bleue ». Le narrateur de la chanson exprime un coup de chance tellement peu probable qu'il a dû se produire lors d'une lune bleue. Le titre repose sur un jeu de mots, le bleu étant également la couleur de la mélancolie, et le narrateur se sentant seul et triste jusqu'à ce qu'il trouve l'amour.

## Version de Billy Eckstine

### Histoire
Le chanteur américain Billy Eckstine réalise une reprise de Blue Moon qui atteint les classements de Billboard en 1949. Cette version est sortie sous le label MGM Records avec le numéro de label 10311. Elle atteint pour la première fois le classement des meilleures ventes le 5 mars 1949 et y reste trois semaines, son meilleur résultat étant la 21e place,.

### Classement
| Classement     | Meilleure position |
| -------------- | ------------------ |
| U.S. Billboard | 20                 |

## Version de Mel Tormé

### Histoire
Le chanteur de jazz américain Mel Tormé réalise une reprise de Blue Moon qui a atteint les classements de Billboard en 1949. Cette version est sortie sous le label Capitol Records avec le numéro de label 15428. Elle atteint pour la première fois le classement des meilleures ventes le 8 avril 1949 et y reste cinq semaines, son meilleur résultat étant la 20e place.

### Classement
| Classement     | Meilleure position |
| -------------- | ------------------ |
| U.S. Billboard | 21                 |

## Version d'Elvis Presley
La première version rock 'n' roll de Blue Moon vient d'Elvis Presley en 1956. Cette version apparaît sur l'album homonyme Elvis Presley, sorti sous le label RCA Records. Le remake de Blue Moon par Presley représente la face B du single Just Because, produit par Sam Phillips.
Cette version apparaît dans le film de Jim Jarmusch, Mystery Train, en 1989. Les trois parties distinctes de l'histoire sont liées par la musique, entendue à la radio, révélant que les trois histoires se passent en même temps.

## Version des Cowboy Junkies
Le groupe canadien de country alternatif Cowboy Junkies, a sorti sa propre version sur leur deuxième album The Trinity Session en 1987, la chanson est alors réintitulée Blue Moon Revisited (Song for Elvis). Elle réapparaitra sur leur album Trinity Revisited en duo avec Vic Chesnutt en 2007.